# ハリー・モーガン (俳優)
ハリー・モーガン（Harry Morgan、1915年4月10日 - 2011年12月7日）は、アメリカ合衆国の俳優。

## 出演作品
- インシデント! 弁護士ハーモン（ベル判事）
- ブレーメンの出来事（ベル判事）
- ドラグネット 正義一直線
- 忘られぬ死
- コート・ダ・ジュール・ドリーム
- フライト・オブ・ドラゴン
- リフキン・ザ・ハンター
- 続ミスター・ウエストの奇妙な冒険
- ミスター・ウエストの奇妙な冒険
- ROOTS/ルーツ2
- カーニバル殺人事件
- スペースキャット
- 人喰いベンガル虎
- 改造人間の復讐
- 青とピンクの紐
- ハダシの重役
- ロサンゼルス捜査網
- 夕陽に立つ保安官（オリー・パーキンス）
- 恋とペテンと青空
- フランキーandジョニー
- 風の遺産
- 殺人会社
- 戦略爆破部隊
- それはキッスで始まった
- 見知らぬ人でなく
- 遠い国
- 一日だけのチャンピオン
- ロデオの英雄
- 雷鳴の湾
- スキャンダル・シート
- アパッチの狼火
- 白昼の脱獄
- 真昼の決闘
- 対決
- 怒りの河
- 井戸
- 西部の怒り
- 赤い灯
- ママの青春
- ムコ捜し大騒動
- 裏街紳士
- 廃墟の群盗
- 大時計
- ギャングスター
- 小さな愛の日
- 呪われた城
- ミッドウェイ囮作戦
- 牛泥棒
- 潜航決戦隊
- トリポリ魂　海兵隊よ永遠なれ
- ボヴァリー夫人
- グレン・ミラー物語
- 戦略空軍命令
- 八月十五夜の茶屋
- シマロン
- 西部開拓史
- 地上最大の脱出作戦
- パットン大戦車軍団
- ラスト・シューティスト